# Peter Lilienthal
Peter Lilienthal (* 27. November 1927 in Berlin; † 28. April 2023 in München) war ein deutscher Regisseur und Drehbuchautor.

## Leben und Wirken
Peter Lilienthal war der Sohn eines Bühnenbildners und ein Nachkomme des Flugpioniers Otto Lilienthal. 1939 floh seine jüdische Mutter mit ihm vor den Nationalsozialisten nach Uruguay, wo sie ein kleines Hotel eröffnete. Lilienthal studierte nach dem Abitur an der Universität Montevideo Kunstgeschichte, Musik und Jura. Im Universitäts-Filmclub beteiligte er sich an der Produktion von Kurzfilmen.
Ab 1956 studierte er an der Hochschule der Künste in Berlin. 1959 konnte er seinen ersten eigenen Film fertigstellen, den Dokumentarfilm Im Handumdrehen verdient über einen Berliner Leierkastenmann. 1959 bis 1961 arbeitete er als Regie- und Produktionsassistent beim Südwestfunk, 1961 bis 1964 als Regisseur beim gleichen Sender. 1964 zog er nach Berlin zurück und arbeitete als freier Regisseur hauptsächlich für den Sender Freies Berlin.
In einer Zeit, in der Einschaltquoten noch eine untergeordnete Bedeutung hatten, inszenierte er für das Fernsehen eine Reihe von Adaptionen des absurden Theaters, die wiederholt mit Fernsehpreisen ausgezeichnet wurden. Auch sein erster Spielfilm, Malatesta, wurde zuerst im Fernsehen gezeigt. 1971 gründete er mit anderen Autorenfilmern des Neuen Deutschen Films den Filmverlag der Autoren, aus dem er 1974 wieder ausschied.
In den siebziger Jahren wandte Lilienthal sich in seinen Filmen mehrmals den Problemen in Südamerika zu (La Victoria, Es herrscht Ruhe im Land, Der Aufstand, Das Autogramm).
Einen seiner größten Erfolge feierte er mit dem Film David, der auf der Berlinale 1979 mit dem Goldenen Bären ausgezeichnet wurde. In dieser Verfilmung eines autobiografischen Romans schildert er das Leben einer jüdischen Rabbinerfamilie, die zu spät die Gefahren des Nationalsozialismus erkennt. Zu Peter Lilienthals regelmäßigen Mitarbeitern gehörte unter anderen der Kameramann Michael Ballhaus. Bisweilen trat er auch als Schauspieler vor die Kamera, so ist er etwa als Gangster in Wim Wenders’ Der amerikanische Freund von 1976/77 zu sehen.
Peter Lilienthal wurde 1984, auf Anregung von Günter Grass, Gründungsdirektor der Sektion Film- und Medienkunst an der West-Berliner Akademie der Künste. In den neunziger Jahren gründete er eine Sommerakademie, die zu einem begehrten Treffpunkt von Filmschaffenden wurde.
2006 drehte Lilienthal den Dokumentarfilm Camilo – Der lange Weg zum Ungehorsam, eine Produktion der Filmwerkstatt Münster. Der Film handelt von Camilo Mejia, der nach einem zweiwöchigen Heimaturlaub desertiert und zum ersten Kriegsdienstverweigerer des letzten Irakkriegs wird. Neben Camilo, der aus Nicaragua stammt und in den USA im Militärgefängnis wegen Desertion inhaftiert war, ist Fernando Suarez del Solar die zweite Hauptperson, ein gebürtiger Mexikaner, der seinen Sohn in ebendiesem Krieg verlor. In dem Verlangen, in ihrer Wahlheimat USA ein angepasstes Leben zu führen, werden sie beide zu Komplizen der Gewalt. Doch ihre Verwandlung zu aktiven Kriegsgegnern kann ihre Schuldgefühle nicht verdecken. Lilienthal geht es darum zu zeigen, dass Hoffnung besteht, solange Menschen bereit sind, sich zu verändern.
Lilienthal lehrte an der Kunsthochschule für Medien Köln und der Deutschen Film- und Fernsehakademie Berlin. Sein Archiv befindet sich im Archiv der Akademie der Künste in Berlin.
Lilienthal lebte zuletzt in München. Dort starb er Ende April 2023 im Alter von 95 Jahren. Er wurde auf dem Neuen Israelitischen Friedhof in München beigesetzt.

## Filmografie
- 1958: Studie 23 (Regie)
- 1959: Im Handumdrehen verdient (Regie)
- 1962: Stück für Stück (Regie)
- 1964: Marl – Das Porträt einer Stadt (Regie)
- 1964: Das Martyrium des Peter O'Hey (Regie)
- 1966: Abschied (Regie)
- 1966: Der Beginn (Regie, Drehbuch)
- 1966: Robert (Regie, Drehbuch, mit Peter Schneider)
- 1967: Verbrechen mit Vorbedacht (Regie, Drehbuch)
- 1967: Der Findling (Nebenrolle)
- 1968: Tramp (Regie, Drehbuch)
- 1969: Horror (Regie, Drehbuch)
- 1969: Noon in Tunisia (Regie)
- 1970: Malatesta (Regie, Drehbuch)
- 1970: Ich, Montag – Ich, Dienstag – Ich, Mittwoch – Ich, Donnerstag. Portrait Gombrowicz (Regie, Drehbuch)
- 1971: Die Sonne angreifen (Regie, Drehbuch)
- 1971: Start Nr. 9 (Regie, Produzent)
- 1971: Jakob von Gunten (Regie, Drehbuch)
- 1971: Noon in Tunisia (Regie, Drehbuch)
- 1972: Shirley Chisholm for President (Regie, Produzent, Drehbuch)
- 1973: La Victoria (Regie, Drehbuch)
- 1975: Hauptlehrer Hofer (Regie, Drehbuch, Produzent)
- 1975: Es herrscht Ruhe im Land (Regie, Drehbuch, Produzent)
- 1977: Kadir (Regie, Produzent, Drehbuch)
- 1979: David (Regie, Drehbuch)
- 1980: Der Aufstand (Regie, Ausstattung, Drehbuch)
- 1982: Dear Mr. Wonderful (Regie, Drehbuch)
- 1984: Das Autogramm (Regie, Ausstattung, Drehbuch)
- 1986: Das Schweigen des Dichters (Regie, Drehbuch)
- 1988: Der Radfahrer von San Cristóbal (Regie, Drehbuch)
- 1995: Angesichts der Wälder (Regie, Drehbuch)
- 2000: Ein Fremder (Regie, Drehbuch)
- 2007: Camilo – Der lange Weg zum Ungehorsam (Regie, Drehbuch)
- 2008: Michael Ballhaus – Eine Reise durch mein Leben (Mitwirkung)

## Hörspiele
- 1976: Im Namen Seiner Heiligkeit – duck dich, Johannes (Regie)[9]
- 1976: Die Suche (Regie)[10]
- 1979: Die Einsamkeit des Meeresgrundes (Regie)[11]
- 1982: Messer (Regie)[12]
- 1985: Eine Nacht im Mai (Regie)[13]

## Auszeichnungen
- 1965: Fernsehfilmpreis der Deutschen Akademie der Darstellenden Künste für Seraphine oder die wundersame Geschichte der Tante Flora
- 1967: Adolf-Grimme-Preis mit Gold für Der Beginn
- 1973: Ehrende Anerkennung beim Adolf-Grimme-Preis für Shirley Chisholm for President
- 1974: Fernsehfilmpreis der Deutschen Akademie der Darstellenden Künste für La Victoria
- 1976: Deutscher Filmpreis für den besten Spielfilm für Es herrscht Ruhe im Land
- 1979: Goldener Bär auf der Berlinale 1979 für David
- 1983: Deutscher Filmpreis für die beste Regie für Dear Mr. Wonderful
- 1987: Deutscher Filmpreis für die beste Regie für Das Schweigen des Dichters
- 2001: Orden Bernardo O’Higgins
- 2009: Medaille „München leuchtet – Den Freunden Münchens“ in Gold
- 2011: Deutscher Regiepreis METROPOLIS für das Lebenswerk, gemeinsam vergeben vom Bundesverband Regie und der Verwertungsgesellschaft Bild-Kunst
- 2012: Carl-von-Ossietzky-Medaille
- 2020: Bundesverdienstkreuz 1. Klasse[14]

## Film
- Mein Leben. Peter Lilienthal. Dokumentarfilm, Deutschland, 2011, 43:20 Min., Buch und Regie: Maria Teresa Curzio, Produktion: MTC Producciones, WDR, arte, Reihe: Mein Leben, Erstsendung: 28. August 2011 bei arte, Inhaltsangabe von arte.